# Melchor Maciel del Águila
Melchor Maciel del Águila, nacido como Melchor Fernandes Maciel (Viana do Castelo, Reino de Portugal, 1583-Buenos Aires, gobernación del Río de la Plata, 1633), fue un rico hacendado y comerciante de origen portugués que durante la unión dinástica de su país con la Corona española fue uno de los primeros pobladores de la ciudad de Buenos Aires.

## Biografía

### Origen familiar y primeros años
Melchor Maciel del Águila había nacido en el año 1583 en la localidad de Viana do Castelo del Reino de Portugal, cuando esta nación se había unido dinásticamente con la Corona española, siendo hijo de la infanzona portuguesa María Díaz de Maciel (n. Viana do Castelo, ca. 1563) y de su esposo Antón Fernández (n. ib., ca. 1558).

### Viaje a la Sudamérica luso-española
Hacia el año 1598, antes de cumplir los veinte años, pasó al Gobierno General del Brasil y posteriormente desde allí como maestre de la carabela San Benito se dirigió a la gobernación del Río de la Plata con mercaderías propias por valor de 8.907 reales de plata, para convertirse en 1604 en uno de los primeros pobladores de la ciudad de Buenos Aires.
Desde su arribo a dicha urbe se dedicó a múltiples actividades comerciales, en 1606 compró en remate público la media arroba por 26 pesos y desde 1608 obtuvo del Cabildo de Buenos Aires el primer permiso de vaquería. Siguió viajando al Brasil para realizar varios intercambios comerciales, acreditándose  de esta manera como una persona responsable y de experiencia en diversos sectores. También viajaba por el Litoral argentino hasta la ciudad de Asunción del Paraguay.

### Estanciero y hacendado de Buenos Aires

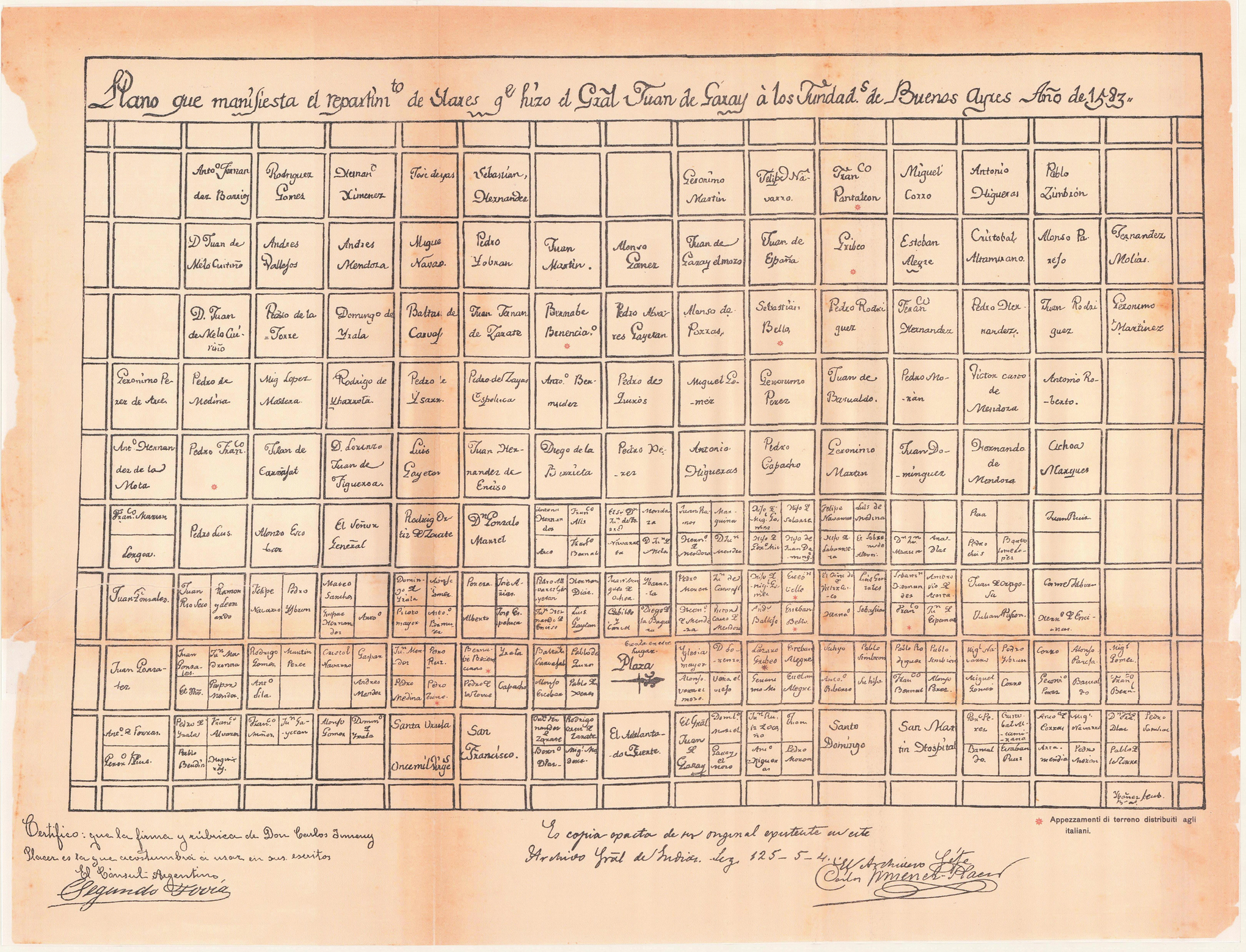
La ciudad de Buenos Aires, el cual fuera realizado en 1583 por el fundador Juan de Garay, según Leyes de Indias de 1580.

Posteriormente se dedicó a adquirir tierras y a las actividades ganaderas. En 1617 compró a Mateo de Monserrate la mitad de su estancia en el Pago de Magdalena, de 1.500 varas de frente, por legua y media de fondo, la cual estaba ubicada al sur del Riachuelo. Con el tiempo fue adquiriendo más terrenos en la zona y también en el Pago de Matanzas, para dedicarse a la agricultura y el pastoreo, por lo que pasó a ser uno de los principales estancieros y hacendados.
También viajaba a la ciudad de Santa Fe para comerciar con ganado propio, y en 1617 el gobernador Hernando Arias de Saavedra le confió para que trajese ganado cimarrón el cual fue el primero que sería introducido en la Banda Oriental.

### Fallecimiento
Finalmente el rico hacendado Melchor Maciel del Águila enfermó gravemente y fallecería en el año 1633 en la ciudad de Buenos Aires, capital de la gobernación del Río de la Plata que era a su vez una entidad autónoma dentro del Virreinato del Perú.
Su viuda Catalina Cabral de Melo se uniría en segundas nupcias en Buenos Aires en 1635 con su consuegro viudo Pedro Homem de Pessoa y Pereda, alcalde de Buenos Aires, y con quien tendría por lo menos tres hijos más.

## Matrimonio y descendencia
El rico comerciante y hacendado Melchor Maciel del Águila se había unido en matrimonio en Buenos Aires el 5 de agosto de 1618 con la citada infanzona Catalina Cabral de Melo y Moura (n. ca. 1608) —ambos eran tíos abuelos segundos del maestre de campo Manuel Maciel y Cabral de Alpoin, alcalde ordinario de Corrientes en 1714 y de Santa Fe en 1726, en 1734 y en 1747— una hermana de Salvador, María, Elena, Francisco y Juan de Melo Cabral y Moura que estaba casado con Mayor López Alcoholado Amorín y Hernández de Rojas, e hijos de los fidalgos reales portugueses Inés Nuñez Cabral de Melo y de su esposo Gil González de Moura, y por lo tanto, prima materna de Manuel Cabral de Melo y Alpoin, alcalde y teniente de gobernador de Corrientes, y de su hermano Amador Báez de Alpoin, también teniente de gobernador correntino y alcalde ordinario de Buenos Aires en 1646.
Fruto del enlace entre Melchor Maciel y Catalina Cabral de Melo hubo por lo menos seis hijos:
- Isabel Maciel de Melo (n. Buenos Aires, 1620).
- Jerónima Cabral de Melo (n. ib., 1623) que se casó con el general Juan de Aguirre.
- Francisco Maciel del Águila (n. ib., 20 de octubre de 1625) bautizado el 29 de octubre en la ciudad y año de nacimiento, posteriormente se enlazó con Juana Felice de Velasco y tuvieron por lo menos a Francisco Maciel del Águila "el Mozo".
- Luis Maciel del Águila[12][15] (ib.,[15] 1627[15]-ib.,[15] 1710)[15] era un estanciero agropecuario[15] que fue elegido alcalde ordinario de primer voto de la ciudad de Buenos Aires desde enero de 1687[15] hasta enero de 1688, año en que fue nombrado por el titular José de Herrera y Sotomayor[15] como teniente de gobernador interino de Buenos Aires,[15] cargo que ocuparía hasta alrededor del año 1695.
- María Maciel González Cabral (n. ib., 1628) que se matrimonió con Antonio Moyano Cornejo.
- Juana Maciel del Águila Cabral de Melo[5][12][16] (Buenos Aires,[5] ca. 1629-ib., después del 16 de diciembre de 1694)[5] que se casó con Pedro Bartolomé Homem de Pessoa Figueroa[5][12][16] (Santiago de Chile,[5][12] 1618[5]-Buenos Aires, después del 8 de mayo de 1703),[5] un hijo del ya citado hidalgo Pedro Homem de Pessoa y Pereda[9][12] y de su primera esposa Isabel de Figueroa Mendoza y Garcés de Bobadilla[9][12][16][17] (Santiago de Chile,[9] ca. 1595-antes de 1634),[7] además de nieto materno del general Francisco de Figueroa y Mendoza[8][17] y de su cónyuge Juana Garcés de Bobadilla,[8][17] y bisnieto paterno de Juan de Figueroa y Villalobos[18] (n. Cáceres,[18] 1523),[18] que pasó a Chile en 1543[18] y en donde fue encomendero de Valdivia[18] y Osorno,[18] y de su mujer Inés de Mendoza y Carvajal.[18]